# Тимирязевский район (Москва, 1941—1991)
Тимирязевский район — бывшая единица административного деления города Москвы с 1941 до 1991 года. Район располагался в северной части города.
Тимирязевский район Москвы был образован в 1941 году решением исполнительных комитетов московского областного и московского городского советов депутатов трудящихся от 22 мая 1941 г. № 1477/20/33 путём выделения из Октябрьского района.
После расширения границ Москвы до МКАД в 1960 году территория района была значительно увеличена. Но уже в 1969 году вновь уменьшена: в западной части был образован Железнодорожный район, южная отошла к Свердловскому и Кировскому районам. Таким образом, территория района стала очень мало совпадать с территорией до 1960 г.
В 1991 году в Москве была проведена административная реформа, Тимирязевский район был ликвидирован.

## Население
| 92 922 | 369 952 | 340 584 | 417 208 |